# Schloss Falkenstein (Vogtland)
Das Schloss Falkenstein, auch Trützschler-Schloss Falkenstein genannt, ist ein einstiger Adelssitz der Herren von Trützschler in Falkenstein im Vogtlandkreis in Sachsen. Es beherbergt heute das Heimatmuseum Falkenstein und eine Filiale der Sparkasse Vogtland.

## Geographische Lage
Das Schloss befindet sich am Schloßplatz in Falkenstein/Vogtl., direkt neben dem als Schlossfelsen Falkenstein bekannten Rest der Burg Falkenstein und der Kirche zum Heiligen Kreuz.

## Geschichte

### Vorgeschichte – Die Burg Falkenstein

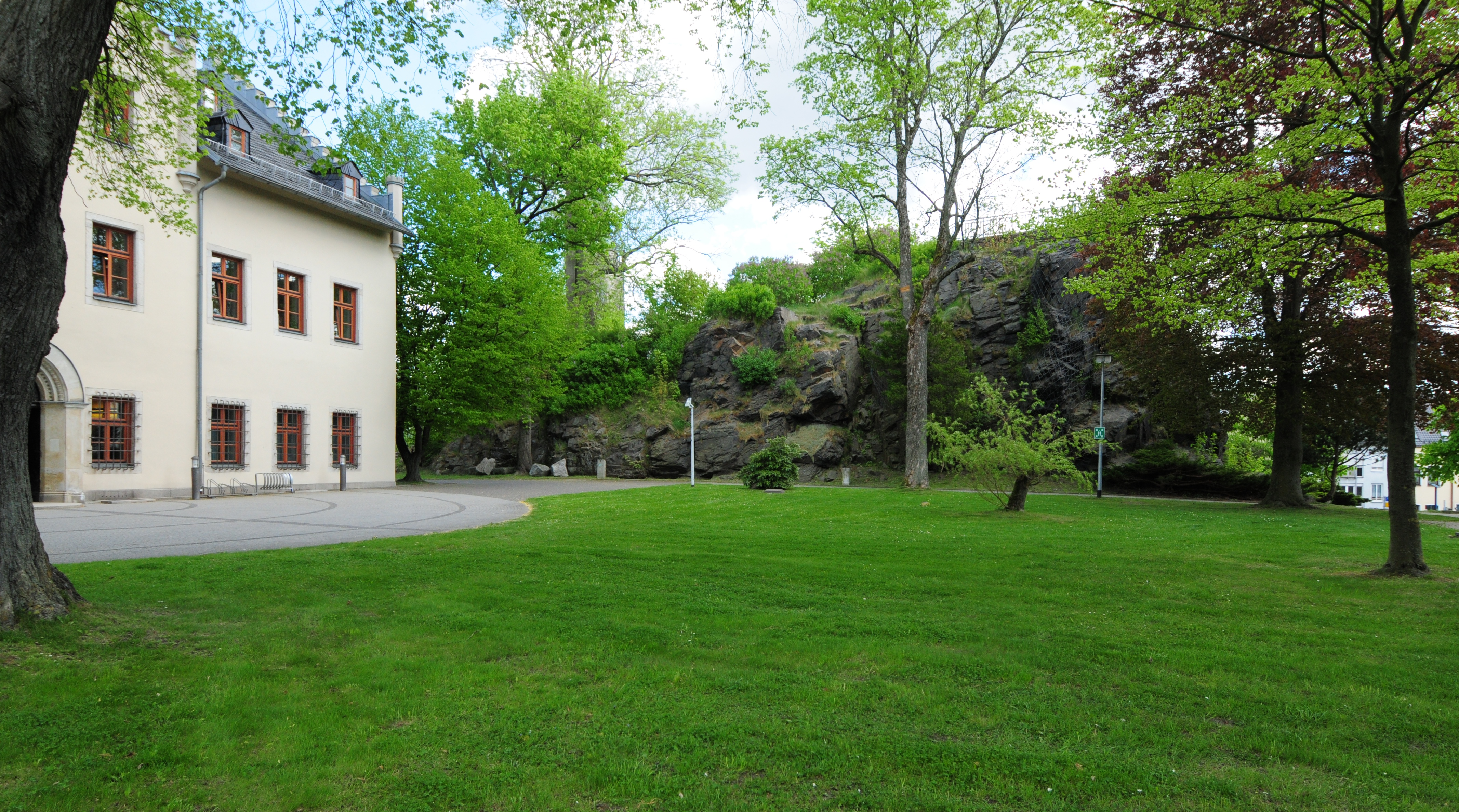
Schloßfelsen direkt neben dem heutigen Herrenhaus

Die Ursprünge des heutigen Trützschler-Schlosses in Falkenstein liegen in der um 1200 durch die Vögte von Weida und Plauen errichteten Burg Falkenstein, deren Reste heute als Schlossfelsen bekannt sind. Die landesherrliche Burg Falkenstein wurde als Lehen von den Vögten an das gleichnamige Adelsgeschlecht Falkenstein gegeben. Sie sind 1267 mit Johannes von Falkenstein als Gefolgsleute des Heinrich I. von Plauen nachgewiesen. Im Zuge des Vogtländischen Krieges, als die Vögte von Weida, Gera und Plauen den Großteil ihres Besitzes an Kaiser Karl IV. und die Wettiner verloren, mussten die Falkensteiner dem Böhmenkönig Karl IV. das Öffnungsrecht für ihre Burg einräumen. Ende des 14. Jahrhunderts wurde die Burg dann Besitz der Wettiner, zu dieser Zeit ist wohl das Geschlecht der Falkensteiner ausgestorben. Die Wettiner belehnten während der ersten Hälfte des 15. Jahrhunderts die Herren von Trützschler mit der Burg, sie konnten auch den im 13. Jahrhundert im Schutz der Burg entwickelten Ort Falkenstein (Valkinstein) zur Stadt ausbauen. Die um 1528 bereits verfallene Burg wurde im Jahr 1618 durch Georg Abraham Trützschler zum größten Teil abgebrochen.

### Das Schloss Falkenstein
Die Trützschler ließen anstelle des früheren Wirtschaftshofes unterhalb der Burg das Rittergut mit Herrenhaus errichten. Dieses wurde um 1566 erstmals erwähnt. 
Um 1710/1720 entstand das heutige Schloss für Franz Oswald Trützschler. Dieses wurde im Jahr 1832 aus- und umgebaut. Nachdem das Gebäude am 12. August 1859 abgebrannt war, erfolgte noch im gleichen Jahr der Wiederaufbau unter Franz Oswald von Trützschler. Die beiden Erben des 1924 verstorbenen Franz Oswald von Trützschler verkauften 1928 das Schloss mit dem Burgfelsen und dem Rittergut an die Stadt Falkenstein. Seit 1930 befindet sich das Heimatmuseum Falkenstein in einem Teil des Schlosses.
Mit der Übernahme durch die Städtische Sparkasse erfolgte im Jahr 1938 der Umbau des Gebäudes. Die Leitung des Heimatmuseums Falkenstein wechselte im gleichen Jahr vom Museumsverein Falkenstein, Verein für Orts- und Heimatkunde e.V. zur Stadt Falkenstein. Die letzten Sanierungen des Schlosses Falkenstein erfolgten in den Jahren 1995 und 1999.
Als nach 2000 die Schließung des Heimatmuseums erwogen wurde, fanden sich Falkensteiner Bürger erneut zur Gründung eines Museumsvereins und konnten mit diesem Schritt den drohenden kulturellen Verlust abwenden. Der Falkensteiner Heimat- und Museumsverein übernahm am 9. Juli 2005 die Betreuung des Museums.

## Beschreibung

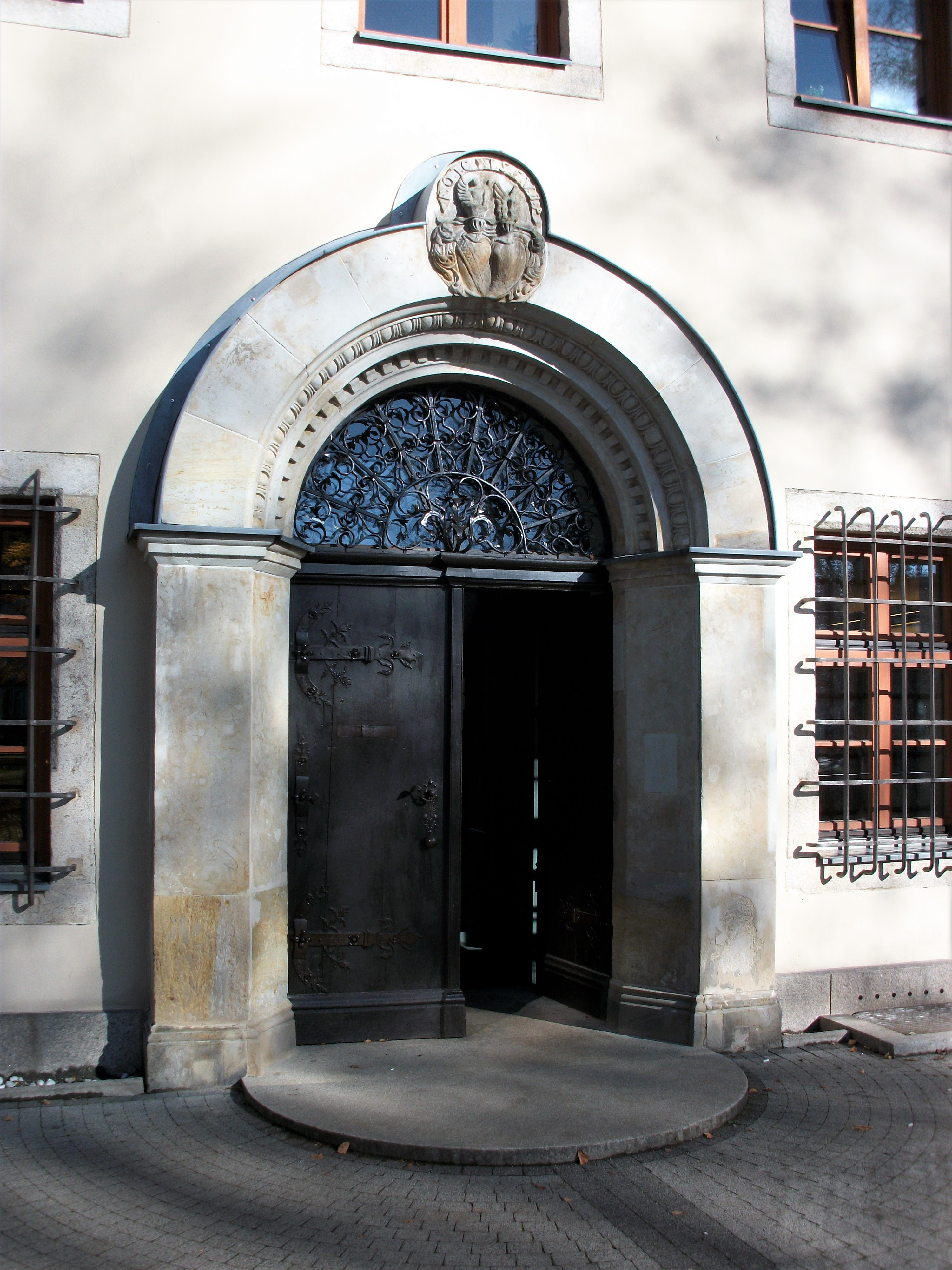
Schloss Falkenstein, Portal

Das Schloss Falkenstein ist ein schlichter historisierender Putzbau mit gotisierenden Staffelgiebeln, Dachreiter mit Glöckchen und schönem Eingangsportal mit Wappenstein. Als einstiger Stammsitz derer von Trützschler ist das zweigeschossige Herrenhaus regionalhistorisch und baugeschichtlich von Bedeutung. Es wurde am Fuße des Falkensteiner Burgfelsens unter Verwendung der Außenmauern des barocken Vorgängerbaus errichtet.
Auf einer Lithografie aus der Mitte des 19. Jahrhunderts ist das Schloss Falkenstein als ein neun Fensterachsen breiter, rechteckiger Bau zu sehen, dessen Mittelrisalit sich über drei Geschosse erstreckte und der von einem einfachen Dreiecksgiebel bekrönt war. Es besaß ein steiles, mit Schiefer gedecktes Walmdach, auf dem ein Dachreiter mit offener Laterne und Zwiebelhaube saß. Ein Wappenrelief der Familien Trützschler und von der Planitz war über dem Eingang in der Mittelachse angebracht. Dessen Monogramm bezieht sich auf Franz Oswald Trützschler und seine Ehefrau Christiane Polyxene Trützschler, geborene von der Planitz. Heute ist das Wappenrelief als Schlussstein in das Rundbogenportal des Schlosses eingelassen.
Nach dem Brand von 1859 erhielt das Trützschlersche Schloss anstelle des steilen Walmdachs ein flaches Satteldach. Während die Giebel nun mit aus der englischen Tudorgotik entlehnten neugotischen Zinnenkränzen geschmückt wurden, erhielt das neue Rundbogenportal Formen aus der Renaissance.